# 海尔巴特海利根施塔特
海尔巴特海利根施塔特（德語：Heilbad Heiligenstadt，發音：[ˈhaɪlˌbaːt ˈhaɪlɪɡn̩ˌʃtat]）是德国图林根州艾希斯费尔德县的城市，也是艾希斯费尔德县的县治，面积91.49平方千米，2023年12月31日人口为17,260人。2019年1月1日，市镇贝恩特罗德并入海尔巴特海利根施塔特。2024年1月1日，市镇霍厄斯克罗伊茨和格拉瑟豪森并入海尔巴特海利根施塔特。